# Bras de l'Enfer (rivière à Mars)
Pour les articles homonymes, voir Enfer (homonymie) et Bras de l'Enfer.
Le bras de l'Enfer est un affluent de la rivière à Mars, coulant dans le territoire non organisé de Lac-Ministuk, dans la municipalité régionale de comté du Le Fjord-du-Saguenay, dans la région administrative du Saguenay–Lac-Saint-Jean, dans la province de Québec, au Canada. La partie supérieure du cours du bras de l’Enfer traverse la partie nord de la réserve faunique des Laurentides.
Quelques autres routes forestières secondaires desservent la vallée du bras de l’Enfer, surtout pour les besoins la foresterie et des activités récréotouristiques.
La foresterie constitue la principale activité économique de cette vallée ; les activités récréotouristiques, en second.
La surface du bras de l’Enfer est habituellement gelée du début de décembre à la fin mars, toutefois la circulation sécuritaire sur la glace se fait généralement de la mi-décembre à la mi-mars.

## Géographie
Le bras de l’Enfer prend sa source à l'embouchure du lac Tréma (longueur : 0,15 km ; altitude : 897 m). Cette source est située à :
- 3,7 km au nord-est du lac du Moulin qui est le lac de tête de la rivière du Moulin ;
- 3,9 km à l’ouest du cours de la rivière à Mars ;
- 7,7 km au sud de la confluence du bras de l’Enfer et de la rivière à Mars ;
- 7,2 km au nord-ouest du lac Marchand ;
- 16,8 km au sud-ouest du lac Ha! Ha![3].

À partir de sa source, le bras de l’Enfer coule sur environ 18 km avec une dénivellation de 457 m entièrement en zone forestière et montagneuse, selon les segments suivants :
- 2,0 km vers l'ouest, notamment en traversant lac Gilson (longueur : 0,4 km ; altitude : m) et le lac Villeneuve (longueur : 0,8 km ; altitude : 891 m) dont la partie sud-est est entourée de marais, jusqu'à l’embouchure de ce dernier ;
- 3,2 km vers le nord-ouest, en traversant lac de l'Enfer (longueur : 2,0 km ; altitude : 853 m), jusqu'à son embouchure ;
- 3,5 km vers le nord-est jusqu’à un coude de rivière, puis bifurquant vers le nord-est jusqu'à la décharge (venant du sud-est) du lac Georges ;
- 3,9 km vers le nord-est en dénivelant de 165 m et en contournant par le nord-est une montagne dont le sommet atteint 934 m, jusqu'à un ruisseau de montagne (venant du sud) ;
- 1,7 km vers le nord en dénivelant de 97 m, jusqu'à un ruisseau (venant de l’ouest) ;
- 4,3 km vers le sud-est en formant une courbe vers le nord, suivi d’une courbe vers le sud, jusqu'à son embouchure[3].

Le bras de l’Enfer déverse sur la rive est de la rivière à Mars. Cette confluence est située à :
- 4,3 km au nord-est du lac Georges ;
- 8,7 km au nord-est d’une courbe du cours de la rivière du Moulin ;
- 8,2 km à l’ouest du cours de la rivière à Pierre ;
- 5,8 km à l’ouest d’un sommet (altitude : 961 m) de montagne ;
- 36,4 km au sud de la confluence de la rivière à Mars et de la baie des Ha! Ha![3].

À partir de la confluence du bras de l’Enfer avec la rivière à Mars, le courant suit le cours de la rivière à Mars sur 55,3 km généralement vers le nord, traverse la baie des Ha! Ha! sur 11,0 km vers le nord-est, puis le cours de la rivière Saguenay sur 99,5 km vers l’est jusqu’à Tadoussac où il conflue avec l’estuaire du Saint-Laurent.

## Toponymie
Le toponyme « bras de l’Enfer » a été officialisé le 5 décembre 1968 à la Banque des noms de lieux de la Commission de toponymie du Québec.